# Districte de Macomia
El Districte de Macomia és un districte de Moçambic, situat a la província de Cabo Delgado. Té una superfície 4.952 kilòmetres quadrats. En 2015 comptava amb una població de 91.033 habitants. Limita al Nord amb els districtes de Mocímboa da Praia i Muidumbe, a l'oest i sud-oest amb el districte de Meluco, al sud amb el districte de Quissanga i a l'est amb l'oceà Índic.

## Divisió administrativa
El districte està dividit en tres postos administrativos (Chai, Macomia, Mucojo, i Quiterajo), compostos per les següents localitats:
- Posto Administrativo de Chai:
  - Chai, e
  - Nkoe
- Posto Administrativo de Macomia:
  - Macomia
  - Nacate, e
  - Nguida
- Posto Administrativo de Mucojo:
  - Manica
  - Mucojo
  - Naunde, e
  - Pangane
- Posto Administrativo de Quiterajo:
  - Imala, e
  - Quiterajo